# Кобајаши Мару
Кобајаши Мару (енгл. Kobayashi Maru) је тренинг вежба у франшизи Звездане стазе осмишљена да тестира карактер кадета Академије звездане флоте у ситуацији у којој је немогуће победити. Кобајаши Мару тест је први пут приказан у филму Звездане стазе II: Канов гнев из 1982, а од тад је приказиван или помињан у бројним епизодама Звезданих стаза.
Дефинисани циљ вежбе је да се спаси цивилни звездани брод Кобајаши Мару, који је оштећен и заглављен у опасној територији. Кадет који ради тест мора да одлучи да ли да покуша да спасе Кобајаши Мару—угрозивши свој брод и посаду—или да остави Кобајаши Мару сигурној пропасти. Ако кадет одабере да покуша спасавање, несавладива непријатељска сила напада његов брод. Репрограмиравши сам тест, Џејмс Т. Кирк је постао једини кадет који је успео да победи Кобајаши Мару.
Израз „Кобајаши Мару” је ушао у популарну културу као референца на сценарио у коме је немогуће победити.

## Даља литература
- Stemwedel, Janet D. „The Philosophy of Star Trek: The Kobayashi Maru, No-Win Scenarios, And Ethical Leadership”. Forbes (на језику: енглески). Приступљено 2022-01-24.